# Cixius circinata
Cixius circinata är en insektsart som beskrevs av Tsaur 1991. Cixius circinata ingår i släktet Cixius och familjen kilstritar. Inga underarter finns listade i Catalogue of Life.